# کنعان دوغولو
کنعان دوغولو (به انگلیسی: Kenan Doğulu) (زاده ۳۱ مهٔ ۱۹۷۴) خواننده ترک است.
او نماینده ترکیه در مسابقه آواز یوروویژن ۲۰۰۷ بود.